# Volaris
Volaris, nom comercial de Concesionaria Vuela Compañía de Aviación, S.A.B. de C.V., és una aerolínia de baix cost amb seu a Ciutat de Mèxic (Mèxic). Es tracta de la segona aerolínia del país, després d'Aeroméxico, amb vols a 43 destinacions nacionals i 22 d'internacionals. A setembre del 2019, la seva flota incloïa 5 Airbus A319-100, 41 A320-200, 16 A320neo, 10 A321-200 i 5 A321neo, amb comandes per a uns altres 110 avions de les famílies A320 i A320neo.